# Neue Medien
Der Begriff Neue Medien steht in seiner jüngsten Bedeutung für elektronische Geräte wie Computer, Smartphones und Tablets, die den Nutzern Zugang zum Internet bereitstellen und damit Interaktivität ermöglichen. Als grundlegende Bestandteile der „Digitalen Revolution“ sind die Neuen Medien wichtiger Gegenstand der gesellschaftlichen Zukunftsdebatte im Allgemeinen wie auch der Medienpädagogik im Besonderen.
Infrastrukturmaßnahmen zur Schaffung flächendeckend schneller und stabiler Internetverbindungen stehen als politisch vordringliches Projekt zum Beispiel auf der europäischen Agenda. Andererseits stellen sich Fragen im Zuge der Verbreitung und intensiven Nutzung neuer Medien, die unter anderem auf Zugangsalter, Nutzungszeiten und Persönlichkeitsentwicklung zielen, die Datensouveränität bzw. informationelle Selbstbestimmung betreffen und die auf Internetabhängigkeit bzw. Gesundheitsgefährdung gerichtet sind.
Viele Bereiche des gesellschaftlichen Lebens werden vom Aufkommen und von den Anwendungsmöglichkeiten der neuen Medien stark beeinflusst, darunter Wirtschaftsproduktion und Erwerbsarbeit, die Freizeitgestaltung, der Wissenschaftsbetrieb und die zeitgenössische Kunst, zumal als Medienkunst.

## Begriffsgebrauch
Medien im Sinne von Massenmedien gibt es in der Menschheitsgeschichte spätestens seit Ausbreitung des Buchdrucks und des Zeitungsdrucks. Auch diese waren zu ihrer Zeit neue Medien und so auch alle anderen nachfolgenden Erfindungen im Medienbereich, wie zum Beispiel auch Hörfunk und Fernsehen in ihren Anfängen.
Als feststehende Bezeichnung kam der Begriff der Neuen Medien laut Jürgen Hüther in den 1970er Jahren auf, „und zwar als Oberbegriff für alle Verfahren und technischen Mittel, die mithilfe innovativer oder erweiterter Technologien neuartige, also in dieser Art bis dahin nichtgebräuchliche Nutzungsformen bereits vorhandener Massen- und Speichermedien wie Kabel- u. Satellitenfernsehen, Bildschirmtext, Videografie oder Bildplatte ermöglichten.“
Kennzeichnend für die heute gebräuchlichen Neuen Medien ist, dass sie Daten in digitaler Form übermitteln oder auf Daten in digitaler Form zugreifen, also z. B. E-Mail, World Wide Web, DVD, Blu-ray, CD-ROM usw. In einer engeren Begriffsverwendung von Neuen Medien sind damit diejenigen Dienste gemeint, die über das Internet laufen. Erst die Digitalisierung von Informationen, Ton, Bild, Bewegtbild usw. und die schnelle Weiterentwicklung der Kompressionsverfahren ermöglichten die Bewältigung der enorm großen Datenmengen, durch die so gesehen der Übergang von der Dienstleistungsgesellschaft zur Informationsgesellschaft eingeleitet wurde. Gelegentlich werden die Neuen Medien auch synonym mit Multimedia verwendet, da durch die Digitalisierung die Integration von allen möglichen Kommunikationswegen wie Sprache und Text, Video und Audio, Telekommunikation, Unterhaltungselektronik und Computertechnik geschehen kann. Dieses Zusammenwachsen ist kennzeichnend für die Angebote der neuen Informations- und Medienwelt.

## Gesellschaftliche Rückwirkungen
Die mit der weltumspannenden Verbreitung der neuen Medien räumlich und zeitlich unbegrenzten Informations- und Kommunikationsgelegenheiten durchdringen immer stärker einerseits die Wirtschafts- und Arbeitswelt, andererseits aber auch den privaten Lebensalltag. Daraus ergeben sich vielfältige Chancen und Probleme, sowohl die Entwicklung der zwischenmenschlichen Beziehungen betreffend als auch Bildungs- und Qualifizierungsfragen für eine Gegenwart und Zukunft mit diesen neuen Medien.

### Trends
Dass die Nutzung von neuen Medien anstelle des Zeitungs-, Hörfunk- und Fernsehjournalismus zunehmend die Informationsbasis für nachkommende Lehrkräfte darstellt, geht aus einer Studie von Kommunikationswissenschaftlern an der Technischen Universität Dresden hervor. Danach lesen nur noch 20 Prozent der befragten angehenden Lehrer mehrmals pro Woche eine gedruckte Zeitung. 40 Prozent täten das so gut wie nie. Erste Quelle für politische Informationen sind nach eigenem Bekunden der Lehramtsstudierenden soziale Medien. Besonders bemerkenswert daran erscheint Martin Spiewak, dass die Befragten nicht Sport oder Physik studieren, sondern Deutsch, Ethik, Geschichte und Politik. Zugespitzt bedeute dies: „Diejenigen, die zukünftigen Generationen die Welt erklären sollen, beziehen ihre Informationen über diese Welt in großen Teilen aus dem, was Freunde und Bekannte ihnen über Facebook und Co. auf den Bildschirm spülen.“

### Mögliche Chancen
Von manchen gesellschaftspolitischen Akteuren wird eine nach Möglichkeit früh einsetzende Qualifizierung der Nachwachsenden für den Gebrauch der neuen Medien eingefordert, die auf „ein selbstbestimmtes Leben in einer durchdigitalisierten Welt“ vorbereitet. Dafür seien in der Schule die Weichen zu stellen. „Dass viele Eltern mit erstaunlicher Sorglosigkeit die Kinder mit ihren Smartphones und Tablets sich selbst überlassen und keine digitalen Leitplanken mitgeben können, ist frustrierend, aber Fakt. Umso wichtiger ist deshalb für die Schule künftig die Zusammenarbeit mit willigen Eltern, mit Ehrenamtlichen, mit Experten, mit Stiftungen und der Wirtschaft.“ Innovationsbeispiele, die Fortschritte im Umgang mit neuen Medien an Schulen fördern sollen, sind der Calliope-mini-Computer für den Einsatz an Grundschulen, mit dem der Einstieg in das Programmieren vermittelt werden soll, oder die Schul-Cloud, die Schülern und Lehrern unter anderem mehr Möglichkeiten für individuelles Lernen und für das Arbeiten in heterogenen Gruppen erschließen soll. Dorothee Bär will sich als Staatsministerin für Digitalisierung ihrerseits dafür einsetzen, dass Programmieren schon für die Jüngsten auf den Stundenplan gesetzt wird. Da es so wichtig wie Lesen und Schreiben sei, gehöre es in Grundschulen. Zudem müsse es Digitalgymnasien ebenso geben, wie es Sport- und Musikgymnasien gibt.

### Problemaspekte
In einer ersten Studie zur Nutzung neuer Medien durch Eltern in Verbindung mit den diesbezüglichen Auswirkungen auf ihre Kinder wurde ermittelt, dass Eltern, die viel Zeit mit digitalen Medien oder vor dem Fernseher verbringen, Verhaltensauffälligkeiten bei ihren Kindern herbeiführen könnten, die auf die damit verbundene eigene Zurücksetzung frustriert oder hyperaktiv reagierten, die vermehrt jammerten, schmollten oder sich wütend gebärdeten. Vor allem beim gemeinsamen Essen, beim Spielen oder beim Zubettbringen des Nachwuchses sei es wichtig, so die Forscher, auf die emotionalen Bedürfnisse der Kinder einzugehen, ohne sich von einem Bildschirm ablenken zu lassen.
Immer öfter ließen die jungen Leute die Links von Facebook oder WhatsApp sowie die Algorithmen von YouTube darüber entscheiden, welche Neuigkeiten sie erreichen. Jeden Tag, so Spiewak, offenbare das Netz in seiner gegenwärtigen Architektur seine politischen Schwachstellen: „den Sieg der Schnelligkeit über die Wahrhaftigkeit, die Instrumentalisierung der sozialen Medien durch staatlich gelenkte Nachrichtenfälscher, die Verführung durch Populisten, den Triumph der Schwarmdummheit.“ Udo di Fabio wird mit der Aussage zitiert: „An die Stelle journalistischer Recherche tritt das zusammengeklickte Momentanwissen in Erregungszuständen. Die öffentliche Meinung wird volatiler und verführbarer.“ Wolfgang Sander beklagt, dass man in der Schule zu sehr auf die instrumentellen Fähigkeiten fokussiere, auf den Umgang mit Geräten und Programmen. „Aber es darf nicht nur um die Frage gehen, wie ich die digitalen Medien effektiv im Unterricht nutzen kann. Die Schule muss ebenso fragen, was die Digitalisierung für unser Leben und unser Zusammenleben bedeutet.“
Als zunehmend gravierendes Problem stellt sich der Zugang und die Verbreitung pornographischer Inhalte via Internet und Smartphone unter Kindern und Jugendlichen dar. Eine für das Jugendmagazin Bravo abgehaltene Befragung sowie eine Studie der Universitäten Münster und Hohenheim ergaben, das jeder zweite Jugendliche im Alter von mindestens 23 Jahren mit sexuell expliziten Medieninhalten bereits einmal Kontakt hatte. Außerdem zeigte die Bravo-Studie, dass etwa jeder zehnte der befragten Jugendlichen im Alter von 14 Jahren schon Nackt-Selfies oder „Bilder in erotischen Posen“ von sich selbst gemacht habe. Dabei besteht aus jugendpsychiatrischer Sicht die Gefahr, dass früh Pubertierende den Drang zum Ausprobieren mit Gleichaltrigen oder Jüngeren entwickeln könnten, schlimmstenfalls bis hin zur versuchten oder vollendeten Vergewaltigung. Berichtet wird von Mobbingopfern, von denen in der Klasse oder an der Schule Nacktbilder verbreitet wurden, teils auch nach dem Filmen mit dem Handy beim Duschen oder bei Toilettengängen.
Für die Jugendpsychiaterin an der Charité, Sibylle Winter, stellt die in Pornos von einer Liebesbeziehung abgekoppelte Sexualität eine Gefährdung für die psychische Gesundheit der Heranwachsenden dar. Bis ins Erwachsenenalter hinein könne dies einen negativen Einfluss auf die emotionale Bindungsfähigkeit haben. Die Vorsitzende des Vereins Innocence in Danger Julia von Weiler fordert zum Schutz von Kindern und Jugendlichen ein Smartphone-Verbot für die unter 14-Jährigen. Das Bundesfamilienministerium ließ dazu unter anderem verlauten, Verbote taugten nur, wenn sie auch durchsetzbar seien; auch würde ein pauschales Verbot nicht dem Anspruch gerecht, Kindern und Jugendlichen „eine umfassende Teilhabe an der digitalen Welt zu ermöglichen.“ Nötig sei Aufklärung unter Einbeziehung von Anbietern und Eltern darüber, welche Apps sich für Kinder eigneten und welche nicht.